# Bernstadt (Badenia-Wirtembergia)

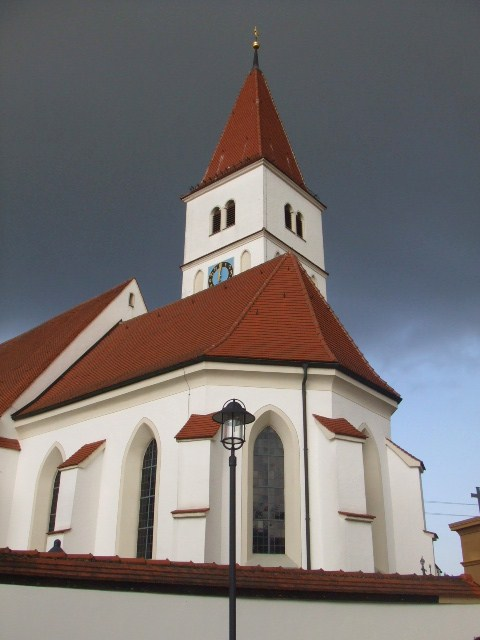
Kościół parafialny św. Lamberta z Maastricht w Bernstadt

Bernstadt – miejscowość i gmina w Niemczech, w kraju związkowym Badenia-Wirtembergia, w rejencji Tybinga, w regionie Donau-Iller, w powiecie Alb-Donau, wchodzi w skład związku gmin Langenau. Leży ok. 10 km na północ od Ulm.

## Współpraca
| Miasto                  | Kraj   |
| ----------------------- | ------ |
| Bernstadt auf dem Eigen | Niemcy |